# Neacoryphus lateralis
Neacoryphus lateralis är en insektsart som först beskrevs av William Sweetland Dallas 1852.  Neacoryphus lateralis ingår i släktet Neacoryphus och familjen fröskinnbaggar. Inga underarter finns listade i Catalogue of Life.